# Jack Kramer

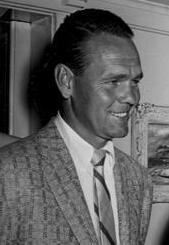
Jack Kramer (ca. 1947–1950)

John Albert „Jack“ Kramer (* 1. August 1921 in Las Vegas, Nevada; † 12. September 2009 in Los Angeles, Kalifornien) war ein US-amerikanischer Tennisspieler.

## Leben
Kramer gehörte zu den besten Tennisspielern der 1940er und 1950er Jahre. Seine ersten Erfolge konnte er mit Ted Schroeder feiern, als die beiden im Doppel bei den amerikanischen Meisterschaften 1940 und 1941 siegreich waren. Im Jahr 1946 gewann er auch zum ersten Mal im Herreneinzel in Forest Hills. Im selben Jahr siegte er mit Ted Schroeder zusammen im Davis Cup gegen Australien. Ein Jahr später konnte er dann auch in Wimbledon triumphieren.
Später wurde er Tennisprofi und tourte mit Pancho Gonzales, Pancho Segura, Frank Sedgman und Bobby Riggs.
Nach seiner Tenniskarriere wurde er Tourpromoter der professionellen Serie. So gehörte er  1972 zu den drei Gründungsmitgliedern der Association of Tennis Professionals (ATP).
Jack Kramer stand neben dem Profitennis auch für andere Innovationen im Tennis. Er war der erste erfolgreiche Serve-and-Volley-Spieler und einer der ersten Spieler, die in Wimbledon in kurzen Hosen antraten. 1968 wurde er in die Hall of Fame des internationalen Tennissports aufgenommen.